# شهرستان خرودیم
ناحیهٔ خرودیم (به چکی: Chrudim District) یک ناحیه در جمهوری چک است که در منطقه پاردوبیتسه واقع شده‌است. ناحیهٔ خرودیم ۱٬۰۳۲٫۶۶ کیلومتر مربع مساحت و ۹۹۲٫۶۲ نفر جمعیت دارد.